# 海南罗汉松
海南罗汉松（学名：Podocarpus annamiensis）为罗汉松科罗汉松属的植物。分布于缅甸、越南以及中国大陆的海南等地，目前尚未由人工引种栽培。